# 多瑙塞格
多瑙塞格（匈牙利語：Dunaszeg）是匈牙利杰尔-莫雄-肖普朗州所辖的一个村。总面积17.26平方公里，总人口1996，人口密度115.6人/平方公里（2011年1月1日）。